# Fadrique de Acuña
Fadrique de Acuña foi Vice-rei de Navarra. Exerceu o vice-reinado de Navarra apenas opor um ano, 1516. Antes dele o cargo foi exercido por ?. Seguiu-se-lhe António Manrique de Lara.